# Prosthetic Records
Prosthetic Records je diskografska kuća koja se specijalizirala za objavljivanje izdanja heavy metal izvođača. Osnovali su je E.J. Johantgen i Dan Fitzgerald u Los Angelesu 1998. godine.

## Sastavi
Neki od sastava koji imaju ili su imali potpisan ugovor s Prosthetic Recordsom:
| Trenutačni - 1349 - All That Remains - Byzantine - Crematory - Dew-Scented - Gojira - Kylesa - Landmine Marathon - Mantric - Ov Hell - Skeletonwitch - Testament - Through the Eyes of the Dead | Bivši - The Esoteric - Lamb of God - Light This City - Yakuza |

## Vanjske poveznice
- Službena stranica